# Улма
Улма — река в России, протекает по Калевальскому району Республике Карелия.
Река берёт начало из болота в трёх километрах западнее озера Хутарилампи.
В верхнем течении протекает через озёра Хутарилампи и Хутариярви. Течёт на север, устье реки находится в 25 км по правому берегу Кизреки. Высота устья — 137,6 м над уровнем моря.
Протекает вдали от населённых пунктов.

## Данные водного реестра
По данным государственного водного реестра России относится к Баренцево-Беломорскому бассейновому округу, водохозяйственный участок реки — Ковда от истока до Кумского гидроузла, включая озёра Пяозеро, Топозеро. Речной бассейн реки — бассейны рек Кольского полуострова и Карелии, впадает в Белое море.
Код объекта в государственном водном реестре — 02020000412102000000246.